# 隱形戰隊
《隱形戰隊》（英語：The Invisibles），香港電視廣播有限公司拍攝的時裝警匪電視劇，主演演員包含馬國明、唐詩詠、陳山聰、劉穎鏇、劉佩玥、江美儀、林子善、歐瑞偉、樊亦敏、郭子豪、阮浩棕、伍樂怡、趙希洛及吳家樂等，武術指導黃劍偉，監製文偉鴻。
此劇是《TVB攜手創無限節目博覽2022》十四部劇集之一，亦是2022年香港國際影視展推介劇集之一，亦是TVB傳承·狂歡55節目博覽2023八部劇集之一。第十六集起由「大棧秘魯黑瑪卡」贊助。
北美OTT由北美無線2023年3月6日起同步更新。台灣OTT由LiTV 線上影視、MyVideo、KKTV同步跟播上架。
《隱形戰隊》是《Google 2023年度搜尋排行榜》香港熱搜節目的第四位及馬來西亞TV Series第三位。

## 劇情大綱
簡曜洋（馬國明飾）、喬寶寶（唐詩詠飾）、顧家強（陳山聰飾）、喬帶囡（林子善飾）曾是反恐特勤隊的「四劍俠」，一次行動的一個錯誤決定，令四人各散東西，情誼不再。後來，一宗無差別殺人事件令四人重逢，惟當中的怨恨仍糾纏不清。隱形任務戰略部隊是反恐情報組另一精銳，主管方國希（江美儀飾）賞識寶寶，招攬麾下；隊內仰慕拍檔曜洋的杜小婕（劉佩玥飾）得悉寶寶與曜洋的前戀人關係，從此「開戰」。鬧市發生連串爆炸案，寶寶調查時向獄中極度重犯匡勝天（陳展鵬飾）求教，過程意外地順利，原來勝天潛藏着巨大陰謀……

## 演員表

### 香港警務處
| 演員   | 角色   | 暱稱／關係                                                                 |
| 陳榮峻 | 江志堅 | 江Sir 警務處助理處長 方國希、張克健之上司 於第30集交代已退休，由方國希接任 |
| 區軒瑋 |        | 警隊高層                                                                   |
| 張韡騰 |        | 警隊高層                                                                   |
| 崔錦棠 |        | 警隊高層                                                                   |
| 何偉業 |        | 警隊高層                                                                   |

#### 隱形任務戰略部隊（Phantom Operation and Tactic Team）
- 隸屬於反恐情報組內一個秘密的部門。[7]

| 演員   | 角色   | 暱稱／關係 |
| 江美儀 | 方國希 | Madam Fong、Hill姐、Hilda、Madam Hill 總警司→警務處助理處長 POTT主管 前重案組總督察 邢學禮之妻 邢風之母，因反對其加入CTRU而與其不和，於第16集正式和好 簡曜洋之上司兼師傅 張克健之同事兼競爭對手，與其明爭暗鬥，實為戰友 八年前曾反對詹筱柔退出臥底行動，因此間接害死詹筱柔 匡勝天之天敵 於第25集因匡勝天上訴成功而被懷疑於八年前冤枉其，並被停職調查 於第28集被插贓嫁禍殺害霍展鏗而被捕 於第29集因取得胡繼達所拍攝的航拍機影片以證明非兇手，獲撤銷控罪獲釋 於第30集復職並兼任CTRU主管，其後接替江志堅成為助理處長 |
| 馬國明 | 簡曜洋 | Ocean、Sunny、Sunny哥（臥底時使用身份）、賤人、死佬、死cheap精（乔宝宝专称）、簡Sir、阿洋、洋仔 總督察CIP38121 卧底→POTT副主管 前CTRU小隊指揮官，為高級督察SIP38121 方國希之下屬兼徒弟 喬寶寶之上司兼前男友，因令喬帶囡失去左腳而被其痛恨，並因為這事經常失眠，因要故意令其發脾氣並錄音才能入睡，於第20集片尾起正式和好並與其復合 顧家強之好友，於兩年前反目，後於第9集和好 喬帶囡之好友，並被其傾慕 杜小婕之鍾情對象，並被其追求 匡勝天之天敵 林杏嬌之老闆兼養子 兩年前因喬帶囡貪功不按上司指示而擅自行動並險遭恐怖分子殺害，為了保護喬帶囡不得不開槍射其左脚，令喬帶囡失去左腳，表面上被革職，實為擔任卧底 於第2集恢復警察身份 於第30集救回喬寶寶時，被炸彈碎片插傷及跌落海後昏迷了兩個月，其後甦醒並重遇喬寶寶 |
| 劉佩玥 | 杜小婕 | Shadow 督察IP39633 卧底→POTT成員 簡曜洋之下屬，並主動追求其，於第21集放棄 喬帶囡之暗戀對象，於第30集接受喬帶囡求婚 喬寶寶之情敵，與其針鋒相對，後和好 於第2集登场，同集恢復警察身份 於第27集被暴龍捉走並被霍展鏗强姦，之後被放在木箱中活埋 於第28集獲救 |
| 唐詩詠 | 喬寶寶 | Madam Q、阿寶、寶寶、寶寶姐（沈穎珊專稱）、Miss Q（鄭嘉嘉專稱）、八婆（簡曜洋專稱）、Baby（喬帶囡專稱） 督察IP39213 衝鋒隊小隊主管→POTT成員 前CTRU成員 喬帶囡之妹 簡曜洋之下屬兼前女友，因其令喬帶囡失去左腳而痛恨其，於第20集片尾起正式和好並與其復合 顧家強之好友 杜小婕之情敵，與其針鋒相對，後和好 於第6集正式加入POTT 於第29集被匡勝天打暈並被捉走 於第30集獲救，但因看見簡曜洋救自己受傷而患上創傷後遺症失去所有有關其記憶，最後回復所有記憶並重遇其 角色名字同演員喬寶寶一樣 |
| 吳家樂 | 辛曉明 | 辛Sir、阿辛 警長 簡曜洋之下屬 刑事情報科卧底→POTT成員 辛芷瑤之父，與其不和，於第16集和好 於第16集擅自行動為救辛芷瑤而受重伤，后康复 |
| 林子善 | 喬帶囡 | 囡囡、女女、囡哥、帶囡、喬Sir 警員PC39382 O記→POTT成員 前CTRU成員 擅長收集及分析情報 喬寶寶之兄 簡曜洋之下屬兼好友，並傾慕其 暗戀杜小婕，於第30集向杜小婕求婚成功 兩年前因貪功在行動時不按上司指示而險被恐怖分子殺害，簡曜洋為保護其開槍射中其左腳，因而失去左腳 程達華之前下屬，被其針對 於第1至3集在O記擔任文職，但實際只為同事買外賣 於第4集加入POTT 於第30集為救杜小婕用刀殺死暴龍，並於同集成功向杜小婕求婚 |
| 趙希洛 | 劉美欣 | Yan 柬埔寨華僑 警員，實為黑警 簡曜洋之下屬 POTT成員，負責支援 匡勝天之女友，代其控制沈永基及許素妍，以幫助匡勝天出獄 殺死邢學禮的真正幕後兇手 假裝與岑浩斌有感情線，成為其女友，並利用其掩護自己黑警身份 於第29集在警方追捕中被簡曜洋槍擊而昏迷不醒 於第30集傷重身亡 参见匡胜天复仇案 |
| 麥詩晴 | 馬琍   | Mary 警員 簡曜洋之下屬 POTT成員，負責支援 |
| 羅浩銘 | 李琛   | POTT突擊隊隊長 簡曜洋之下屬 |
| 李嘉晉 | 徐培安 | POTT突擊隊隊員 簡曜洋之下屬 |
| 梁皓楷 | 石潤東 | POTT突擊隊隊員 簡曜洋之下屬 |
| 伍禮騫 | 高陞   | POTT突擊隊隊員 簡曜洋之下屬 |

#### 反恐特勤隊（Counter Terrorism Response Unit）[8]
| 演員   | 角色   | 暱稱／關係 |
| 歐瑞偉 | 張克健 | 張Sir、Gordon 總警司 CTRU主管 方國希之同事兼競爭對手，與其明爭暗鬥，實為戰友 顧家強之上司兼師父 於第24集發現十年前槍傷留在頭內的子彈碎影響視力，一直要靠食白內障藥穩定病情 于第25集在方國希停職期間暫時代替其帶領POTT 於第29集為保護胡繼達，與匡勝天打鬥，但因白內障發作而被對方用刀插傷，為了讓胡繼達逃走，而牽制住匡勝天，最後被匡勝天捅死殉職，并於临死前成功找到方國希有不在场及有人故意嫁祸方國希的证据，令方國希成功无罪释放 |
| 陳山聰 | 顧家強 | Cool Sir、Cool、顧Sir 總督察 CTRU副主管 前PTU小隊指揮官 , 為高級督察 張克健之下屬兼徒弟 簡曜洋之好友，於兩年前反目，於第9集和好 喬寶寶、喬帶囡之好友 邢風之上司，于第25集成为其男友，於第30集向其求婚成功 凌毅之前同事 於第13集參加升職面試，但被方國希質疑其救人手法，而未獲晉升 於第30集向邢風求婚 |
| 劉穎鏇 | 邢風   | 阿風 督察IP66823 CTRU成員 邢學禮、方國希之女 顧家強之下屬，于第25集成為其女友，於第30集接受其求婚 周大力之暗戀對象，並被其追求，于第19集拒絕其 自小害怕甲蟲，于第24集經過喬帶囡的請教而克服害怕甲蟲的障礙 於第7集在巡邏行動中與毒販打鬥時疑似被帶有HIV病毒毒販用針筒刺傷，需接受病毒測試，於第10集證實沒有感染 於第27集被拳霸捉走，後被顧家強所救，重傷經搶救後繼續昏迷 於第28集甦醒並康復                                         |
| 楊證樺 | 徐登   | 登神、阿登、登哥、登Sir 警長SGT38668 顧家強之下屬 CTRU成員 |
| 郭子豪 | 周大力 | 大力、大力周、大大力、阿力（馬詩婷專稱） 警員PC66847 顧家強之下屬 CTRU成員 暗戀並追求邢風，於第19集被其拒絕 馬詩婷之中學師兄兼暗戀對象，於第22集為其男友 于第24集槍傷阮華碩腿部，在打算槍殺其為馬詩婷報仇時被顧家強阻止 |
| 胡諾言 | 岑浩斌 | Ben Sir 警員PC39420 顧家強之下屬 CTRU成員 詹筱柔生前之男友 八年前曾在重案組擔任方國希之下屬，因詹筱柔之死與方國希反目，並拒絕加入POTT而加入CTRU 匡勝天之忠實讀者兼粉絲 與劉美欣有感情線，後為其男友，實為被其利用掩護自己黑警身份 於第25集被停職接受調查 於第26集懷疑劉美欣，後失蹤，實為發現劉美欣之黑警身份而被匡勝天殺人滅口 於第28集被發現屍體                                                                                 |
| 陳國峰 | 李振邦 | 阿邦 警員 顧家強之下屬 CTRU成員 |
| 李善恆 | 邱世海 | 警員 顧家強之下屬 CTRU成員 |
| 李爾晨 | 趙進榮 | 警員 顧家強之下屬 CTRU成員 |
| 陸煥恆 | 馮進   | 阿進 警員 顧家強之下屬 CTRU成員 |
| 盛勁為 | 林致遠 | 警員 顧家強之下屬 CTRU成員 |

#### 其他部門
| 演員   | 角色                               | 暱稱／關係 |
| 鄧永健 | 程達華                             | 程Sir O記總督察 為人嚣張，下流無恥 喬帶囡之前上司，並針對其 |
| 鄭啟泰 | 邢學禮                             | 警察 方國希之亡夫 邢風之亡父 於數年前在執勤期間被劉美欣用刀桶死而殉職 只在方國希、邢風和匡勝天的回憶中出現 |
| 司徒暉 | 楊傲年                             | 阿年 衝鋒隊隊員 喬寶寶之前下屬 |
| 余富根 | 陳令康                             | 康仔 衝鋒隊隊員 喬寶寶之前下屬 |
| 陳銳峰 | 嚴正華                             | 阿華、華哥 衝鋒隊隊員 喬寶寶之前下屬 |
| 陳嘉俊 |                                    | 警員 |
| 陳嘉俊 | 爆炸品處理課警員（第12－13、17集） | |
| 黎文傑 |                                    | 警員 重案組警員（第15集） |
| 周亦鵬 |                                    | 警員 重案組警員（第15集） |
| 李顯曜 |                                    | 警員 |
| 馮子亮 |                                    | 警員 |
| 李紹堅 |                                    | 警員 |
| 施焯日 |                                    | 警員 |
| 林慧君 |                                    | 警員 |
| 黃紫恩 |                                    | 警員 |
| 鄧尚義 |                                    | 警員（第10－11集） |
| 孟希璘 |                                    | CID（第11集） |
| 陳永昌 | 葉權                               | 葉Sir、阿權 軍裝警員 於第11集被恐怖分子槍傷 於第12集康復（第11－12集） |
| 陳俊堅 |                                    | 爆炸品處理課警員（第12－13、17集） |
| 王致狄 |                                    | 重案組總督察（第17、27集） |
| 趙璧渝 | 詹筱柔                             | 小柔 臥底 方國希之前下屬 岑浩斌之亡女友 八年前曾為匡勝天賣淫組織之臥底，但因身份暴露而被匡勝天殺死而殉職 於第19集交代其遇害前曾向方國希提出退出臥底行動的要求，但遭方國希堅決反對 只在方國希、岑浩斌的回憶中出現（第17、19、22、24集） |
| 吳天兒 |                                    | 警員（第26集） |
| 曾文心 |                                    | 警察公共關係科職員（第27集） |

### 顧家
| 演員   | 角色   | 暱稱／關係 |
| 蘇恩磁 | 何淑珠 | 珠姐 常新記茶餐廳老闆娘 顧晨麗、顧家強之母 沈穎珊之外婆 欲撮合顧家強和邢風 於第6集登場                                                            |
| 樊亦敏 | 顧晨麗 | Morning、阿麗、麗姐 顧氏僱傭中心老闆 何淑珠之女 顧家強之姊 沈穎珊之母 對張克健有好感 暗戀沈永基，後發現其患有妄想症，於第18集遭其绑架 於第6集登場 |
| 陳山聰 | 顧家強 | Cool Sir、小强 總督察／CTRU副主管 何淑珠之子 顧晨麗之弟 沈穎珊之舅父 參見反恐特勤隊                                                               |
| 伍樂怡 | 沈穎珊 | 珊珊 顧晨麗之女 何淑珠之外孫女 顧家強之外甥女 於第3集登場                                                                                         |

### 單元案件

#### 喪屍恐襲案（第1－2、30集）
| 演員   | 角色   | 暱稱／關係 |
| 陳展鵬 | 匡勝天 | 柬埔寨華僑 丧尸恐袭案的真凶 新型毒品的幕后主脑 精神科醫生／臨床心理學專家 参见匡胜天复仇案 |
| 黎澤恩 |        | 日本人 恐怖分子 匡勝天之手下 與英武進行毒品交易 在两年前的反恐行动中从背后欲開槍袭击喬帶囡，令簡曜洋一时情急下開槍射击喬帶囡的左腳以让其避免被殺害，並被其開槍制服，但对方也因此失去左腳 於第2集与擔任卧底的簡曜洋进行毒品交易，因认出簡曜洋而与其发生槍戰，最后被簡曜洋開槍擊斃 |
| 林偉   | 英武   | 古惑仔／新型毒品賣家 於第2集被捕 |
| 姚宏遠 | 黑仔   | 英武之手下 於第2集被捕 |
| 阮嘉敏 | 美玲   | 黑仔之女友 |
| 謝可逸 | 大炮   | 古惑仔 於第1集搜刮黑仔時被顧家強開槍擊斃 |

#### 活人狩獵案（第3－6集）
| 演員表                  | 角色   | 暱稱／關係 |
| 阮浩棕                  | 霍展鏗 | 鏗少 富二代 光晞集團有限公司業務拓展部經理 霍令軍、李少芬之子，後因犯罪而被霍令軍斷絕父子關係 張霞之繼子，非常憎恨其，小時候經常被其虐待 霍展滔之繼兄 朱浩、林亮星、彭耀祖之老大 專門捉拿及射殺戴手鏈的女士作射擊遊戲 于第4集登场 於第6集被捕兼被判處終身監禁，並於第26集逃獄 参见匡胜天复仇案 |
| 容天佑                  | 朱浩   | Billy 富二代 栢司建材太子爺 霍展鏗之左右手 林亮星、彭耀祖之老大 專門捉拿及射殺戴手鏈的女士作射擊遊戲 於第6集被簡曜洋開槍制服後被捕 於第7集答應指證霍展鏗 |
| 朱斐斐 （配音：黃昕瑜） | 鄭嘉嘉 | 嘉嘉 前廣告公司職員/的士司機 鄭根之女 喬寶寶之好友 於第4集被霍展鏗、朱浩、林亮星、彭耀祖綁架兼射殺 |
| 陳勉良                  | 鄭根   | 根叔 鄭嘉嘉之父 於第5集墮樓自殺身亡 |
| 陳國麟                  | 林亮星 | 富二代 霍展鏗、朱浩之手下 於第5、6集分别被顧家強、簡曜洋制服 |
| 葉泓聲                  | 彭耀祖 | 富二代 霍展鏗、朱浩之手下 於第5、6集分别被顧家強、簡曜洋制服 |
| 馮顯藝                  |        | 朱浩之手下 |
| 黃潤成                  |        | 朱浩之手下 |

#### 殺人換心案（第7－9集）
| 演員   | 角色   | 暱稱／關係 |
| 許家傑 | 凌毅   | 阿毅 兼職保安 前PTU、SDU成員 顧家強之前同事 蔡燕芬之未婚夫 蔡健龍之姐夫 於第7集綁架林偉樑 於第8集綁架周曉悅，並企圖殺害其為蔡燕芬報仇 於第9集被顧家強勸服，但被陳環槍殺                                                 |
| 林景程 | 林偉樑 | Dr. Lam 心胸肺顧問醫生 曾於2018年受周昌盛指示將蔡燕芬的心臟移植至周曉悅 於第7集被凌毅綁架，後於第8集在逃離時遭遇車禍，變為植物人                                                                                        |
| 杜燕歌 | 周昌盛 | 富商 周曉悅之父 陳環之雇主 曾於2018年命陳環殺害蔡燕芬及指示林偉樑將蔡燕芬的心臟移植至周曉悅 於第9集被捕 |
| 葉蒨文 | 周曉悅 | Cindy 周昌盛之女 原本患有心臟病，但被移植蔡燕芬的心臟後康復 於第8集被凌毅綁架 於第9集獲救，後於同集得知真相後欲去警局告訴真相時遭遇車禍身亡                                                                             |
| 謝文欣 | 蔡燕芬 | Fanny 凌毅之已故未婚妻，離世前懷有身孕 蔡健龍之姊 於2018年被陳環殺害及被林偉樑移植心臟救周曉悅 |
| 繆家慶 | 蔡健龍 | 蔡燕芬之弟 凌毅之小舅 協助凌毅逃離醫院 於第8集協助凌毅躲避警方追捕 |
| 羅孝勇 | 陳環   | 周昌盛之殺手兼保鏢 於2018年曾被周昌盛指使殺害蔡燕芬 於第8集受周昌盛指使殺害林偉樑，但被簡曜洋及喬寶寶阻止 於第9集殺死譚嘉德後被簡曜洋及顧家強合力制服，導致下半身癱瘓，后被POTT设局假意派杀手以强迫承认并指證周昌盛罪行 |
| 關浩揚 |        | 保安經理 |
| 黃浩霆 |        | 藥廠職員 |

#### 商場恐襲案（第10－12集）
| 演員   | 角色 | 暱稱／關係 |
| 李偉霆 | 馬雷 | 恐怖分子 本欲來港阻止警方遣返韋以迅，但因突發意外轉而進入商場劫持人質 於第12集被顧家強開槍擊斃 金句：「警察先生，又好似幾有道理咁喎！」             |
| 廖家爵 | 巴翼 | 恐怖分子 本欲來港阻止警方遣返韋以迅，但因突發意外轉而進入商場劫持人質 於第12集被邢風開槍擊斃                                                        |
|        | 卓非 | 恐怖分子 本欲來港阻止警方遣返韋以迅，但因突發意外轉而進入商場劫持人質 於第12集被邢風開槍擊斃                                                        |
|        | 艾杰 | 恐怖分子 本欲來港阻止警方遣返韋以迅，但因突發意外轉而進入商場劫持人質 於第12集被顧家強開槍擊斃                                                      |
|        | 戴倫 | 恐怖分子 本欲來港阻止警方遣返韋以迅，但因突發意外轉而進入商場劫持人質 於第11集被警方開槍擊斃                                                        |
|        | 澤北 | 恐怖分子 格鬥專家 本欲來港阻止警遣返韋以迅，但因突發意外轉而進入商場劫持人質 於第12集被簡曜洋殺死                                                   |
| 李天縱 | 古思 | 恐怖分子，假扮成人質以掩飾身份 於第12集劫持救護車阻止遣返韋以迅，但被簡曜洋及喬寶寶攔截，後於打鬥時欲使用手榴彈與二人同歸於盡未遂，最後被簡曜洋桶死 |
| 李梓謙 |      | 船家 於第10集被巴翼槍殺 |
| 鄧伊婷 |      | 船家之妻 於第10集被馬雷槍傷 於第11集獲救並甦醒 |

#### 殺人取卵案（第13－16集）
| 演員   | 角色   | 暱稱／關係 |
| 袁鎮業 | 伍米高 | Michael 命運關注組老師→模特兒公司老闆，實為恐怖分子 迷暈少女後給少女打排卵針以取卵販賣，在取完卵後將她們滅口 辛芷瑤之男友，後出賣其 於第16集交代被捕 |
| 利穎怡 | 蔡詠琴 | Gigi 命運關注組占卜師，實為老千 郭威之女友 於第14集為避免被滅口而入獄                                                                                |
| 關嘉敏 | 辛芷瑤 | 瑤瑤 啤酒女郎 辛曉明之女，與其不和，於第16集和好 伍米高之女友，後被其出賣 於第14集被伍米高迷暈 於第16集獲救                                          |
| 黎寬怡 |        | 被拐賣少女之一 於第14集甦醒 |
|        | 郭威   | 貨車司機 蔡詠琴之男友 於第13集負責運送少女 於第14集被提及於事發後被伍米高滅口                                                                        |

#### 炸彈狂魔案（第16－19集）
| 演員              | 角色 | 暱稱／關係                                                                                          |
| 黃子恆            | | |
| 沈永基 （主人格） | 沈教授 原名招君賢 前大學化學教授，六年前被王桂圓以沈婉清性命要脅其而替其製毒，後要求退出不果並間接令沈婉清被殺而誤殺王桂圓，並被判誤殺罪成入獄 因目睹自己母親被殺，並無法接受母親被殺害的事實，而患上雙重人格及妄想症，一直幻想自己與母親相依為命 顧晨麗之暗戀對象 | |
| King （次人格）   | 匡勝天之鐵粉，曾接受其簽名書 在沈永基坐牢時被匡勝天催眠而再次出現 十分兇殘 六年前殺死王桂圓 於第18集綁架顧晨麗 於第19集被捕，同集被关进精神病院 | |
| 張本立            | 王桂圓 | 龍眼 福樂前頭目 冼偉豪、張振鏢、陳志凡之前老大 於六年前殺死沈婉清，隨後被沈永基之次人格King殺死     |
| 張翼東            | 冼偉豪 | 雙辣 福樂頭目 張振鏢、陳志凡之同黨 於第16集被炸死                                                   |
| 彭懷安            | 張振鏢 | 火屎 福樂頭目 陳志凡、冼偉豪之同黨 於第18集被沈永基之次人格King裝上炸彈後遙控炸彈炸死               |
| 董敬文            | 陳志凡 | 生番 福樂頭目 張振鏢、冼偉豪之同黨 於第18集被警方追捕時企圖開車逃走，在發動汽車引擎期間被其炸彈炸死 |
| 吳香倫            | 沈婉清 | 沈永基之亡母 患癌病，須服用標靶藥 于六年前已被王桂圓殺害，只在沈永基的幻想中出現                    |
| 易宇航            | 暴龍 | 僱傭兵 匡勝天之手下 於第17集綁架張振鏢 於第19集被槍傷後逃走 参见匡勝天復仇案                        |
| 何慈茵            | 拳霸 | 僱傭兵 匡勝天之手下 於第17集綁架張振鏢 於第19集被槍傷後逃走 参见匡勝天復仇案                        |

#### 法官被殺案（第21－25集）
| 演員             | 角色   | 暱稱／關係 |
| 鄧美欣（整容前） | 許素妍 | 原名韓凌翠 心理治療師／幸福學會創辦人，實為賣淫組織主謀 患有多汗症，故經常戴上手套 已婚並育有一子，但經常被丈夫虐待，並因此患上驚恐症，對於榨汁機的聲音尤其感到恐懼 後向匡勝天求診，並投靠苓雅行社成為匡勝天之助手，在匡勝天入獄後潛逃國外進行整容和改名以隱瞞自己的過去 駱定錦、游國堃、馬詩婷之「老師」 阮華碩之上司，但於第24集反目兼被他要脅 用毒癮要脅馬詩婷當妓女接客賺錢 於第24集被劉美欣威脅手持殺害詹筱柔的手槍，後被捕 於第25集在拘留所自殺身亡，並在口供紙上謊稱苓雅行社由其創立及詹筱柔是被其所殺死，令匡勝天得以上訴成功並出獄 |
| 莊思明           | 許素妍 | 原名韓凌翠 心理治療師／幸福學會創辦人，實為賣淫組織主謀 患有多汗症，故經常戴上手套 已婚並育有一子，但經常被丈夫虐待，並因此患上驚恐症，對於榨汁機的聲音尤其感到恐懼 後向匡勝天求診，並投靠苓雅行社成為匡勝天之助手，在匡勝天入獄後潛逃國外進行整容和改名以隱瞞自己的過去 駱定錦、游國堃、馬詩婷之「老師」 阮華碩之上司，但於第24集反目兼被他要脅 用毒癮要脅馬詩婷當妓女接客賺錢 於第24集被劉美欣威脅手持殺害詹筱柔的手槍，後被捕 於第25集在拘留所自殺身亡，並在口供紙上謊稱苓雅行社由其創立及詹筱柔是被其所殺死，令匡勝天得以上訴成功並出獄 |
| 關偉倫           | 駱定錦 | 退休大法官／幸福學會學員 曾為匡勝天案件的法官 許素妍之「學生」 趙可凝之夫 馬詩婷之嫖客 於第21集被阮華碩推下山崖身亡 |
| 許俊豪           | 游國堃 | 銀行信貸部主管／幸福學會學員 許素妍之「學生」 馬詩婷之嫖客 於第22集欲姦殺馬詩婷，但被馬詩婷錯手殺死 |
| 沈可欣           | 趙可凝 | 駱定錦之妻 陳日輝之學生兼情婦 曾給駱定錦郵寄炭疽菌粉末以逼其與自己離婚 |
| 陳諾忠           | 陳日輝 | 健身教練 趙可凝之教練兼情夫 曾給趙可凝提供炭疽菌粉末 |
| 林凱恩           | 馬詩婷 | Pink婷、Cici 侍應／幸福學會學員，實為妓女 許素妍之「學生」 被許素妍用毒癮要脅當妓女接客賺錢 周大力之中学師妹，並暗恋其，於第22集為其女友 於第22集錯手殺死游國堃 於第23集為保護周大力而被阮華碩桶死 |
| 古天祥           | 阮華碩 | 大Dee 許素妍之手下，但於第24集反目兼要脅她 曾在東南亞當僱傭兵 當皮條客為女學員接客賣淫 於第21集因駱定錦不肯妥協而推其下山 於第23集槍傷周大力並欲用刀桶死其，但最終桶死馬詩婷 於第24集被周大力槍傷腿部，後被捕 |
| 邵展鵬           |        | 韓凌翠（許素妍）之夫，與其育有一子，並經常虐待其，致使其患上驚恐症 |
| 黃鳳英（聲演）   |        | 韓凌翠（許素妍）之子 於第24集被劉美欣指使綁架以威脅許素妍手持殺害詹筱柔的手槍 於第25集交代其在法國遇害 |

#### 匡勝天復仇案（第26－30集）
| 演員                 | 角色   | 暱稱／關係 |
| 陳展鵬               | 匡勝天 | 天哥、匡醫生、Dr.Hong 精神科醫生／臨床心理學專家 柬埔寨華僑 曾為苓雅行社創辦人，實為賣淫組織幕后主腦 八年前因殺死詹筱柔而謀殺罪成入獄，但毀滅了所有組織賣淫的證據，後於第25集上訴成功並出獄 劉美欣之男友 新型毒品的幕後主腦 方國希、簡曜洋之天敵 《心靈迷走》作者 利用霍展鏗，於第28集出賣其 用言語催眠沈永基使其產生第二人格 入獄期間欲圖對喬帶囡與喬寶寶實施精神控制 於第17集正式登場 於第25集上訴成功並出獄，在監獄外對方國希下戰書 於第26集起開始展開復仇計劃，同集與劉美欣殺死岑浩斌 于第29集因劉美欣被槍傷墮海致昏迷不醒而感到憤怒，先後殺死張克健及林杏嬌，並捉走及打暈喬寶寶 於第30集注射新型毒品試圖擊敗簡曜洋及顧家強未遂，後被簡曜洋及顧家強合力推往鋼管處插死 參見喪屍恐襲案 （特別演出，第17集至第30集） |
| 趙希洛               | 劉美欣 | Yan POTT成員，實為黑警 柬埔寨華僑 匡勝天之女友 假裝為岑浩斌之女友，並利用其掩飾自己黑警身份 於第26集露出真面目，同集中了POTT設的局而被捕，之後被匡勝天派人幫其逃逸 於第27集回到匡勝天身邊，與其一同報仇 於第28集開槍擊斃霍展鏗，並嫁禍於方國希 于第29集在警方追捕中被简曜洋槍傷墮海後昏迷不醒 於第30集傷重身亡 參見隱形任務戰略部隊 |
| 易宇航               | 暴龍   | 僱傭兵 匡勝天之手下 於第26集救走劉美欣 於第27集捉走杜小婕 於第30集用刀殺死杜小婕未遂，後被喬帶囡桶死 參見炸彈狂魔案 |
| 何慈茵（配音：許盈） | 拳霸   | 僱傭兵 匡勝天之手下 於第26集救走劉美欣，後協助霍展鏗逃獄 於第27集捉走邢風 於第28集電暈方國希，並栽贓嫁禍其殺死霍展鏗 於第30集與邢風打鬥中被其推下樓身亡 參見炸彈狂魔案 |
| 阮浩棕               | 霍展鏗 | 鏗少 於第26集逃獄，並被匡勝天邀請與其展開復仇計劃 於第27集開始復仇，並監禁杜小婕與邢風，後强姦並活埋杜小婕 于第28集被匡勝天出卖，在警方追捕中決定向警方自首，最後被劉美欣開槍擊斃 參見活人狩獵案 |

### 其他演員
| 演員                 | 角色                   | 暱稱／關係 |
| 程可為               | 林杏嬌                 | 嬌姐 簡曜洋之保母兼養母 內心一直希望簡曜洋與喬寶寶復合，因而針對杜小婕 於第3集登場 於第29集遭匡勝天綁架來讓喬寶寶中其設的局，並被其殺死 |
| 馮素波               |                        | 常新記茶餐廳客人 於第10集登場 |
| 邵卓堯               |                        | 常新記茶餐廳伙記 於第10集登場 |
| 莫家淦               |                        | 醫生（第1、3、6、19、27－29集） |
| 朱樂洺               |                        | 手下（第1集） |
| 朱樂洺               | 僱傭兵（第29集）       | |
| 何晉樂               |                        | 手下（第1集） |
| 鄔嘉駿               |                        | 手下（第1集） |
| 古佩玲               |                        | 警署飯堂收銀員，後辭職 喬帶囡之暗戀對象（第1、10集）                                                                                    |
| 周百恩               |                        | 恐怖份子（第2集） |
| 周百恩               | 人質（第11-12集）      | |
| 周百恩               | 市民（第13集）         | |
| 周百恩               | 記者（第25集）         | |
| 周百恩               | 武裝分子（第29集）     | |
| 周百恩               | 傷者（第30集）         | |
| 郭海楓               |                        | 恐怖份子（第2、15、25集） |
| 郭海楓               | 人質（第11-12集）      | |
| 郭海楓               | 市民（第13集）         | |
| 郭海楓               | 隊友（第21集）         | |
| 郭海楓               | 籃球隊員（第24集）     | |
| 郭海楓               | 武裝分子（第29集）     | |
| 李鉅峰               |                        | 恐怖分子（第2集） 僱傭兵（第28－29集）                                                                                                  |
| 魏柏豪               |                        | 恐怖分子（第2集） 僱傭兵（第28－29集）                                                                                                  |
| 趙樂賢               | 周德全                 | 軍火商（第3集） |
| 史穎喬               |                        | 友人（第4集） |
| 梁麗翹               |                        | 新聞主播（第8、10－11集） |
| 文竣瑋               |                        | 保鏢（第8－9集） |
| 蕭文諾               |                        | 保鏢（第8－9集） |
| 蕭百成               |                        | 保鏢（第8－9集） |
| 吳卓衡               |                        | 網球教練（第8集） |
| 曾健明               |                        | 杜小婕之父，與其不和（第10、13集） |
| 陳熙蕊               |                        | 收銀員（第10集） |
| 馬俊傑               |                        | 男朋友（第10集） |
| 黃碧蓮               |                        | 女茶客、保險經紀 在何淑珠安排下顧家強之相親對象（第10集）                                                                               |
| 王虹茵               |                        | 瑜伽導師（第11集） |
| 簡家麒               |                        | 人質（第11－12集） |
| 陳煒迪               |                        | 人質（第11－12集） |
| 陳煒迪               | 恐怖分子（第15、25集） | |
| 陳煒迪               | 隊友（第21集）         | |
| 陳煒迪               | 籃球隊員（第24集）     | |
| 陳煒迪               | 胡繼達                 | 炸胡 曾用航拍機拍攝到方國希被嫁禍的證據（第29集）                                                                                       |
| 鍾天濠               |                        | 人質（第11－12集） |
| 鍾天濠               | 恐怖分子（第15、25集） | |
| 鍾天濠               | 隊友（第21集）         | |
| 鍾天濠               | 籃球隊員（第24集）     | |
| 鍾天濠               | 武裝分子（第29集）     | |
| 吳兆麟               |                        | 人質（第11－12集） |
| 吳兆麟               | 恐怖分子（第15集）     | |
| 吳兆麟               | 隊友（第21集）         | |
| 吳兆麟               | 籃球隊員（第24集）     | |
| 吳兆麟               | 記者（第25集）         | |
| 吳兆麟               | 教練（第27集）         | |
| 吳兆麟               | 武裝分子（第29集）     | |
| 吳兆麟               | 傷者（第30集）         | |
| 劉倬昕               |                        | 人質（第11－12集） |
| 劉倬昕               | 恐怖分子（第15集）     | |
| 劉倬昕               | 陪審團（第25集）       | |
| 劉倬昕               | 武裝分子（第29集）     | |
| 劉倬昕               | 傷者（第30集）         | |
| 蔡景行               |                        | 人質（第11－12集） |
| 蔡景行               | 市民（第13集）         | |
| 蔡景行               | 手下（第18－19集）     | |
| 蔡景行               | 隊友（第21集）         | |
| 蔡景行               | 籃球隊員（第24集）     | |
| 蔡景行               | 助手（第25集）         | |
| 蔡景行               | 警員（第26集）         | |
| 蔡景行               | 武裝分子（第29集）     | |
| 蔡景行               | 傷者（第30集）         | |
| 黎瑞業               |                        | 人質（第11－12集） |
| 黎瑞業               | 市民（第13集）         | |
| 黎瑞業               | 武裝分子（第29集）     | |
| 黎瑞業               | 傷者（第30集）         | |
| 區俊賢               |                        | 人質（第11－12集） |
| 區俊賢               | 市民（第13集）         | |
| 區俊賢               | 恐怖分子（第15、25集） | |
| 區俊賢               | 隊友（第21集）         | |
| 區俊賢               | 籃球隊員（第24集）     | |
| 區俊賢               | 陪審團（第25集）       | |
| 區俊賢               | 武裝分子（第29集）     | |
| 區俊賢               | 傷者（第30集）         | |
| 葉進康               |                        | 人質（第11－12集） |
| 葉進康               | 市民（第13集）         | |
| 葉進康               | 恐怖分子（第15集）     | |
| 蔡子聰               |                        | 人質（第11－12集） |
| 蔡子聰               | 市民（第13集）         | |
| 蔡子聰               | 恐怖分子（第15、25集） | |
| 蔡子聰               | 手下（第19集）         | |
| 蔡子聰               | 隊友（第21集）         | |
| 蔡子聰               | 籃球隊員（第24集）     | |
| 宋懿芳               |                        | 人質（第11－12集） |
| 宋懿芳               | 市民（第13集）         | |
| 宋懿芳               | 恐怖分子（第15、25集） | |
| 宋懿芳               | 手下（第18集）         | |
| 宋懿芳               | 流氓（第24集）         | |
| 宋懿芳               | 陪審團（第25集）       | |
| 宋懿芳               | 武裝分子（第29集）     | |
| 宋懿芳               | 傷者（第30集）         | |
| 簡思恩               |                        | 人質（第11－12集） |
| 簡思恩               | 少女（第13集）         | |
| 簡思恩               | 教練（第14、27集）     | |
| 簡思恩               | 市民（第25集）         | |
| 吳洛汶               |                        | 人質（第11－12集） 少女（第13集） 市民（第25集）                                                                                        |
| 孫衣文               |                        | 人質（第11－12集） 少女（第13集） 市民（第25集）                                                                                        |
| 胡敏芝               |                        | 人質（第11－12集） |
| 胡敏芝               | 少女（第13集）         | |
| 胡敏芝               | 記者（第25集）         | |
| 胡敏芝               | 傷者（第30集）         | |
| 朱興耀               |                        | 人質（第11－12集） 少女（第13集） |
| 陳詩明               |                        | 人質（第11－12集） 少女（第13集） |
| 黃瀅仴               |                        | 人質（第11－12集） |
| 黃瀅仴               | 少女（第13集）         | |
| 黃瀅仴               | 售貨員（第24集）       | |
| 黃瀅仴               | 陪審團（第25集）       | |
| 湯之欣               |                        | 人質（第11－12集） |
| 湯之欣               | 少女（第13集）         | |
| 湯之欣               | 店員（第17集）         | |
| 湯之欣               | 市民（第25集）         | |
| 湯之欣               | 護士（第29集）         | |
| 冼子筠               |                        | 人質（第11－12集） |
| 冼子筠               | 少女（第13集）         | |
| 冼子筠               | 客人（第14集）         | |
| 冼子筠               | 助手（第25集）         | |
| 劉芷玲               |                        | 人質（第11－12集） |
| 劉芷玲               | 少女（第13、25集）     | |
| 劉芷玲               | 客人（第14集）         | |
| 劉芷玲               | 記者（第25集）         | |
| 劉芷玲               | 傷者（第30集）         | |
| 吳綺珊               |                        | 孕婦（第12－13集） |
| 彭翔翎               | Momoko                 | （第13集） |
| 區靄玲               |                        | Momoko之母（第13集） |
| 曹銦玲               |                        | 少女（第13集） |
| 曹銦玲               | 市民（第25集）         | |
| 曹銦玲               | 傷者（第30集）         | |
| 曾文心               |                        | 主持（第13集） |
| 曾文心               | 市民（第25集）         | |
| 曾文心               | 傷者（第30集）         | |
| 魏惠文               |                        | 丈夫（第13集） |
| 黃一鳴               |                        | 市民（第13集） |
| 黃一鳴               | 恐怖分子（第15集）     | |
| 黃一鳴               | 手下（第19、26集）     | |
| 黃一鳴               | 隊友（第21集）         | |
| 黃一鳴               | 籃球隊員（第24集）     | |
| 黃一鳴               | 武裝分子（第29集）     | |
| 黃一鳴               | 傷者（第30集）         | |
| 葉衍佑               |                        | 記者（第13、28集） |
| 葉衍佑               | 恐怖分子（第15、25集） | |
| 葉衍佑               | 武裝分子（第29集）     | |
| 林家樂               |                        | 記者（第13、28集） |
| 林家樂               | 恐怖分子（第15集）     | |
| 葉凱茵               |                        | 售货員（第14集） |
| 潘冠霖               |                        | 售货員（第14集） |
| 周嘉全               |                        | 手下（第14－15集） |
| 鄒兆霆               |                        | 手下（第14－15集） |
| 羅鴻                 | 洪叔                   | 農夫（第15、21集） |
| 倪嘉雯               |                        | 少女（第15－16集） |
| 蔡菀庭               |                        | 少女（第15－16集） |
| 林可悅               |                        | 少女（第15－16集） |
| 布樂文               |                        | 恐怖分子（第15集） |
| 布樂文               | 隊友（第21集）         | |
| 布樂文               | 手下（第26集）         | |
| 陳建文               |                        | 日本人（第16集） |
| 陳戩浩               |                        | 手下（第18集） |
| 馬景華               |                        | 客人（第19集） |
| 譚坤倫               |                        | 獄警（第19、21－22、24－26集） |
| 陳念君（配音：許盈） |                        | 心理醫生（第20集） |
| 譚焯升               |                        | 囚犯（第22集） |
| 黃煒溏               |                        | 囚犯（第22集） |
| 蔡康年               |                        | 醫生（第24集） |
| 姚亦澧               |                        | 主控官（第25集） |
| 蕭徽勇               |                        | 辯方律師（第25集） |
| 吳展驊               |                        | 侍應（第26集） |
| 吳子                 | 戴佳                   | 匡勝天之手下（第28集） |
| 吳紫韻               |                        | 新聞主播（第28－29集） |
| 蔡尚晉               |                        | 武裝分子（第29集） |
| 蔡尚晉               | 傷者（第30集）         | |
| 羅永健               |                        | 僱傭兵（第30集） |

## 歌曲
| 類別   | 歌曲             | 作曲   | 填詞 | 編曲       | 監製   | 主唱   |
| 主題曲 | 《隱形火》       | 徐洛鏘 | 楊熙 | Johnny Yim | 劉易昇 | 張馳豪 |
| 插曲   | 《離場沒有理由》 | 徐洛鏘 | 楊熙 | Johnny Yim | 劉易昇 | 吳業坤 |
| 片尾曲 | 《他不是你》     | 劉易昇 | 楊熙 | 劉易昇     | 劉易昇 | 連詩雅 |

## 收視

### 每周收視列表
| 集數  | 日期                  | 电视平均直播收視率 | 跨平台直播最高收視率 | 備註   |
| 1-5   | 2023年3月6日-3月10日  | 21.5點             | 23.4點               | [ 9 ]  |
| 6-10  | 2023年3月13日-3月17日 | 21.8點             | 23.7點               | [ 10 ] |
| 11-15 | 2023年3月20日-3月24日 | 22.9點             | 26.9點               | [ 11 ] |
| 16-20 | 2023年3月27日-3月31日 | 21.8點             | 24.0點               | [ 12 ] |
| 21-25 | 2023年4月3日-4月7日   | 20.4點             | 23.6點               | [ 13 ] |
| 26-30 | 2023年4月10日-4月14日 | 23.4點             | 25.5點               | [ 14 ] |
| 全劇  | 全劇                  | 22.0點             | 26.9點               |        |

全劇七天跨平台總平均收視28.7點。

## 記事
- 2021年8月18日：此劇於13:00在將軍澳電視廣播城舉行拜神儀式。
- 2021年10月29日：此劇於14:30舉行拍攝探班。
- 2021年11月12日：此劇於14:30舉行拍攝探班。
- 2021年12月19日：此劇煞科。
- 2023年2月25日：此劇於荃灣楊屋道18號荃新天地二期中庭舉行「POTT Action！」宣傳活動。[16]
- 2023年3月5日：此劇於15:00在將軍澳欣景路8號 MCP DISCOVERY L1 天幕廣場舉行「魅力超常 氣勢最強」宣傳活動。[17]
- 2023年3月11日：此劇於14:30在深水埗欽州街37K號西九龍中心一樓大堂舉行「愛恨交纏」宣傳活動。[18]
- 2023年3月27日：此劇於15:00在觀塘協和街33號裕民坊 L1 中庭舉行「誰是最佳拍檔」宣傳活動。[19]
- 2023年4月2日：此劇於14:30在荃灣楊屋道18號荃新天地二期中庭舉行「深入虎穴」宣傳活動。[20]
- 2023年4月10日：此劇於14:00在紅磡都會道6-10號置富都會7樓大堂舉行「復活之戰」宣傳活動。[21]
- 2023年4月14日：此劇於19:45在銅鑼灣波斯富街99號利舞臺廣場5樓譽宴．星海薈舉行「演員同賞大結局」宣傳活動。

## 軼事
- 此劇「簡曜洋」一角原定由陳展鵬飾演，因需同時拍攝《童時愛上你》及《廉政狙擊》分身不暇而辭演[22][23]，後改由馬國明飾演。而陳展鵬與監製文偉鴻溝通後改以客串身份參演此劇，有傳他因要求加工資而由主角變客串，但監製文偉鴻否認有此事。[24]兩人先後在訪問中承認換角一事；馬國明指是在此劇正式開拍前十多日才收到通知要參與拍攝，並因此需要提前由內地回港，戲服亦印上陳展鵬的名字[25][26]，因此此劇為馬國明及陳展鵬繼7年前《真相》、《回到三國》、《廉政行動2016》後再度合作。更巧妙的是《真相》當時由陳展鵬飾演男主角，而馬國明客串終極反派並於後期開始登場，但於此劇時兩人所飾演之角色設定互換[27]。
- 此劇是陳展鵬繼亞視《我和殭屍有個約會III之永恆國度》、無線《ID精英》、《烈火雄心3》、《談情說案》、《蒲松齡》、《情越雙白線》、《讀心神探》、《天眼》、《天命》後第十度飾演反派。
- 此劇是唐詩詠、伍樂怡及趙希洛在無綫電視的告別作。
- 於《愛·回家之開心速遞》中分別飾演羅樂林二姨太及三姨太的蘇恩磁及樊亦敏在此劇關係由情敵變為母女，令部分網民笑言「不能接受」。[28]
- 在劇集初期角色不起眼的趙希洛，她在劇集後期真實身份曝光，為幫助飾演其男友的陳展鵬出獄，混入警隊當內鬼。網友多對此感到意外，稱讚她掩飾身份得好。[29][30][31]

## 獎項
| 年份 | 頒獎典禮             | 獎項                    | 入圍者                       | 結果 |
| ---- | -------------------- | ----------------------- | ---------------------------- | ---- |
| 2024 | 萬千星輝頒獎典禮2023 | 最佳劇集                | 《隱形戰隊》                 | 提名 |
| 2024 | 萬千星輝頒獎典禮2023 | 最佳男主角              | 馬國明                       | 提名 |
| 2024 | 萬千星輝頒獎典禮2023 | 最佳男主角              | 陳山聰                       | 提名 |
| 2024 | 萬千星輝頒獎典禮2023 | 最佳女主角              | 唐詩詠                       | 提名 |
| 2024 | 萬千星輝頒獎典禮2023 | 最佳女主角              | 劉佩玥                       | 提名 |
| 2024 | 萬千星輝頒獎典禮2023 | 最佳男配角              | 林子善                       | 獲獎 |
| 2024 | 萬千星輝頒獎典禮2023 | 最佳女配角              | 劉穎鏇                       | 提名 |
| 2024 | 萬千星輝頒獎典禮2023 | 最佳女配角              | 江美儀                       | 提名 |
| 2024 | 萬千星輝頒獎典禮2023 | 飛躍進步男藝員          | 林景程                       | 提名 |
| 2024 | 萬千星輝頒獎典禮2023 | 飛躍進步男藝員          | 阮浩棕                       | 提名 |
| 2024 | 萬千星輝頒獎典禮2023 | 飛躍進步男藝員          | 容天佑                       | 提名 |
| 2024 | 萬千星輝頒獎典禮2023 | 飛躍進步女藝員          | 劉穎鏇                       | 獲獎 |
| 2024 | 萬千星輝頒獎典禮2023 | 飛躍進步女藝員          | 林凱恩                       | 提名 |
| 2024 | 萬千星輝頒獎典禮2023 | 飛躍進步女藝員          | 趙璧渝                       | 提名 |
| 2024 | 萬千星輝頒獎典禮2023 | 最佳電視歌曲            | 隱形火（主唱：張馳豪）       | 提名 |
| 2024 | 萬千星輝頒獎典禮2023 | 最佳電視歌曲            | 離場沒有理由（主唱：吳業坤） | 提名 |
| 2024 | 萬千星輝頒獎典禮2023 | 最佳電視歌曲            | 他不是你（主唱：連詩雅）     | 提名 |
| 2024 | 萬千星輝頒獎典禮2023 | 大灣區最喜愛TVB劇集     | 《隱形戰隊》                 | 提名 |
| 2024 | 萬千星輝頒獎典禮2023 | 大灣區最喜愛TVB男主角   | 陳山聰                       | 提名 |
| 2024 | 萬千星輝頒獎典禮2023 | 大灣區最喜愛TVB女主角   | 唐詩詠                       | 提名 |
| 2024 | 萬千星輝頒獎典禮2023 | 大灣區最喜愛TVB女主角   | 劉穎鏇                       | 提名 |
| 2024 | 萬千星輝頒獎典禮2023 | 馬來西亞最喜愛TVB劇集   | 《隱形戰隊》                 | 獲獎 |
| 2024 | 萬千星輝頒獎典禮2023 | 馬來西亞最喜愛TVB男主角 | 陳山聰                       | 提名 |
| 2024 | 萬千星輝頒獎典禮2023 | 馬來西亞最喜愛TVB女主角 | 唐詩詠                       | 提名 |
| 2024 | 萬千星輝頒獎典禮2023 | 馬來西亞最喜愛TVB女主角 | 劉穎鏇                       | 提名 |

## 外部連結
- 《隱形戰隊》劇集花絮及直播片段 - TVB (official) YouTube channel （页面存档备份，存于）
- 《隱形戰隊》成劇集收視冠軍 演員感動齊變喊包 - TVB Weekly （页面存档备份，存于）
- 豆瓣电影上《隱形戰隊》的資料 （简体中文）
- 互联网电影数据库（IMDb）上《隱形戰隊》的资料（英文）
- 《隱形戰隊》 北美TVB網上串流平台 免費點播！ （页面存档备份，存于）